# Monte Pascoal
Monte Pascoal är ett berg i Brasilien.   Det ligger i kommunen Porto Seguro och delstaten Bahia, i den östra delen av landet, 900 km öster om huvudstaden Brasília. Toppen på Monte Pascoal är 536 meter över havet, eller 442 meter över den omgivande terrängen. Bredden vid basen är 14,0 km.
Terrängen runt Monte Pascoal är platt åt nordost, men åt sydväst är den kuperad. Runt Monte Pascoal är det mycket glesbefolkat, med 7 invånare per kvadratkilometer..
Omgivningarna runt Monte Pascoal är huvudsakligen savann.